# Penestoglossa mauretanica
Penestoglossa mauretanica är en fjärilsart som beskrevs av Hans Rebel 1940. Penestoglossa mauretanica ingår i släktet Penestoglossa och familjen säckspinnare. Inga underarter finns listade i Catalogue of Life.